# Цира (залізничне селище)
Цира (рум. Țîra) — залізничне селище у Флорештському районі Молдови. Входить до складу комуни, адміністративним центром якої є село Гіндешть.

## Населення
За даними перепису населення 2004 року у селі проживали 9 осіб, усі — молдавани.